# Lopata (Celje)
Lopata is een plaats in Slovenië en maakt deel uit van de gemeente Celje in de NUTS-3-regio Savinjska. De plaats telde 704 inwoners op 1 januari 2020.